# 釋妙善 (陝西)
釋妙善（？—1935年），俗姓董，法號覺棟，字妙善，陝西終南人，民國時期著名僧侶，有許多奇異事蹟，當時人認為他有神通，能為人治病。因在鎮江金山寺掛單數十年，被人稱為「金山活佛」。

## 生平
妙善法師出身在終南山附近的一個富有家庭，父親早逝。20歲時有出家的念頭，曾經想在虛雲和尚門下出家，但沒有得到允許。後來在終南山竹林寺本照和尚門下出家，之後居住在五台山。1909年，在寶華山受具足戒，當年秋，至金山江天寺開始禪修。
妙善禪師身無長物，冬夏都只著一件破僧袍，經常吃人家的剩菜剩飯與餿水。晚上都在經行與禪坐，不躺下休息。他的禪定工夫極深，平時經常唸誦自創的「誰唸南無阿彌陀佛」。他有許多神異事蹟，又能為人治病，治病的方法是去吸吮你的膿瘡，或是用他的鼻涕口水給人吃。根據煮雲法師記錄，太滄和尚之母生病，飲用他的洗澡水之後，她的疾病就被治癒了。許多信徒認為他的行徑近似濟顛和尚，開始稱他金山活佛。
1930年，妙善禪師出國，至緬甸仰光大金塔。每日在此地拜經塔，因為地上青石板太熱，手臂甚至潰爛長蛆，但是他拒絕就醫。
1935年，妙善禪師於仰光去世；五天後於九文臺茶毗火化，由慈航法師舉火，當日前來送葬者有兩三萬人之多。

## 著作
妙善禪師本身沒有著作。有許多人為他作傳，記錄他的神異事蹟。有煮雲法師的《金山活佛》，樂觀法師的《金山活佛神異錄》等。

## 外部連結
- 煮雲法師《金山活佛》 （页面存档备份，存于）
- 妙善禪師相片 （页面存档备份，存于）